# Sarcophaga variegata
Sarcophaga variegata är en tvåvingeart som först beskrevs av Giovanni Antonio Scopoli 1763. Sarcophaga variegata ingår i släktet Sarcophaga, och familjen köttflugor.
Artens utbredningsområde sträcker sig över stora delar av Palearktis där den förekommer från lågland till alpina miljöer. Arten förekommer i Sverige. Inga underarter finns listade.
Sarcophaga variegata parasiterar på landlevande sniglar av familjerna Helicidae, Hygromiidae, Succineidae, på daggmaskar och på fjärilslarver.